# Кесьян, Карекин Минасович
Карекин Минасович Кесьян (1892 год, Карсская область, Российская империя — неизвестно, село Псоу, Гагрский район, Абхазская АССР, Грузинская ССР) — бригадир колхоза «Большевик» Гагрского района, Абхазская АССР, Грузинская ССР. Герой Социалистического Труда (1950).

## Биография
Родился в 1892 году в крестьянской семье в одном из сельских населённых пунктов Карсской области.
С раннего возраста трудился в сельском хозяйстве. В 1915 году его семья, спасаясь от турецкого геноцида, эмигрировала в село Псоу-ахабла Сухумского округа. Трудился табаководом в местном колхозе. В послевоенное время — бригадир колхоза «Большевик» Гагрского района с центром в селе Гячрипш.
В 1949 году бригада под его руководством собрала в среднем с каждого гектара по 19,1 центнера листьев табака сорта «Самсун» с площади 6,7 гектаров. Указом Президиума Верховного Совета СССР от 3 июля 1950 года удостоен звания Героя Социалистического Труда за «получение высоких урожаев кукурузы, табака и картофеля в 1949 году» с вручением ордена Ленина и золотой медали «Серп и Молот» (№ 5368).
Этим же Указом званием Героя Социалистического Труда был награждён председатель колхоза «Большевик» Тариел Константинович Гуния.
После выхода на пенсию проживал в селе Псоу Гагрского района. С 1968 года — персональный пенсионер союзного значения. Дата смерти не установлена (после 1971 года).